# ویکی جنسون

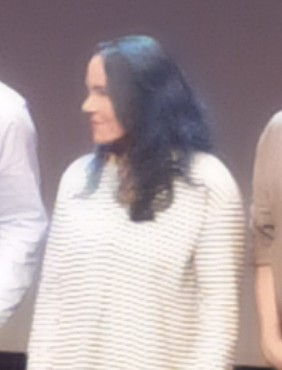
تصویر

ویکی جنسون (انگلیسی: Vicky Jenson) کارگردان انیمیشن اهل ایالات متحده آمریکا است که در در دریم‌ورکس و والت دیزنی فعالیت می‌کند.
وی بیشتر برای کارگردانی انیمیشن شرک به همراه اندرو آدامسون مشهور است که اولین برندهٔ جایزه اسکار بهترین پویانمایی بود. او همچنین برندهٔ جوایزی همچون جایزه آنی شده است.